# 烏珍
烏珍（？—1912年7月13日）号格谨，满族，清末民初官员。

## 生平
宣統三年（1911年）袁世凯内阁成立，烏珍出任民政部副大臣。宣統三年十一月卅日（1912年1月18日）授步軍統領，仍兼民政副大臣。中华民国成立后，烏珍继续担任步軍統領衙门统领。民国元年（1912年）7月13日，烏珍逝世。江朝宗接任步軍統領。